# NGC 3754
إن جي سي 3754 (بالألمانية: NGC 3754) التي يرمز لها بالرمز NGC 3754، هي مجرة، في كوكبة الأسد.

## الاكتشاف
اكتشفت في 5 أبريل 1874، بواسطة رالف كوبلاند.

## روابط خارجية
- NGC 3754 على موقع ويكي سكاي: DSS2, SDSS, GALEX, IRAS, Hydrogen α, X-Ray, Astrophoto, Sky Map, Articles and images